# Emo violence
Emo violence (lub emoviolence) – podgatunek emo, wywodzący się od hardcore punka. Zapoczątkowany na początku lat 90. na południowym wschodzie USA, w szczególności na Florydzie. Charakteryzuje się wokalem daleko odbiegającym od standardów, głównie w postaci krzyku, czasami także melorecytacji oraz śpiewu. Nagrania emo violence są często słabej jakości, w celu uzyskania brzmienia lo-fi.
Termin emo violence został po raz pierwszy użyty przez grupę In/Humanity jako żart, odnośnie do swojego stylu oraz zaprzyjaźnionych zespołów Palatka i End of the Century Party. Powstał on z połączenia innych, mało popularnych w tamtych czasach, nazw gatunków: emo i power violence. In/Humanity twierdzi, że termin wywodzi się od tytułu albumu Emotional Violence funkowej grupy Cameo.
Główną różnicą między emo violence i screamo jest stopień chaosu. Większość albumów screamo z założenia jest dobrze wyprodukowana i dopracowana, natomiast emo violence charakteryzuje się często szorstkim, bardziej agresywnym brzmieniem. Zespoły emo violence mają tendencje do czerpania inspiracji od grup hardcore z późnych lat 70. oraz wczesnych 80.; zespoły screamo najczęściej inspirują się innymi grupami screamo, a także emo violence.